# Gerald Zackios
Gerald Zackios (né en 1965), est le ministre de l'Éducation, des Sports et de la Formation des îles Marshall depuis le 30 décembre 2024.
Zackios commence sa carrière dans l'administration marshallaise en 1985 en tant que responsable financier au sein du ministère des Services sociaux.
En 1992, il obtient un Master en Droit maritime international de l’Institut de droit maritime international, centre de formation relevant de l’Organisation maritime internationale.
En 2013, il devient directeur de l'antenne régionale Pacifique nord de la Communauté du Pacifique, organisation internationale d'aide au développement. Il quitte cette fonction lorsqu'il est nommé ambassadeur des îles Marshall aux États-Unis le 20 juin 2016.
Aux élections législatives de 2023, Zackios est élu député de la circonscription d'Arno. Le 30 décembre 2024, Gerald Zackios est nommé ministre de l'Éducation, des Sports et de la Formation par la présidente et cheffe du gouvernement Hilda Heine.